# Bolivar (metropolitana di Milano)
Bolivar (originariamente Washington-Bolivar) è una stazione della linea M4 della metropolitana di Milano.

## Storia
Il 1º febbraio 2015 sono state consegnate le aree per un successivo inizio dei lavori al consorzio di imprese che ha realizzato l'opera.
Il 31 agosto 2015 sono iniziati i lavori di costruzione veri e propri, con la modifica della viabilità di superficie. La stazione è stata inaugurata il 12 ottobre 2024, in concomitanza con l'apertura dell'intera linea M4.
Nel progetto iniziale e nella cartellonistica fino al 2020 il nome della stazione era Washington-Bolivar.

## Struttura
La stazione è situata a Milano lungo via Vincenzo Foppa, nel tratto compreso tra piazza Simon Bolivar e la traversa via Giorgio Washington, distanti 80 metri circa. Le uscite est della stazione permettono il collegamento della stessa con via Washington e quelle ovest sono situate nei pressi di piazza Simon Bolivar. Da ciò è derivata la doppia nomenclatura, poi abbandonata onde evitare equivoci con la fermata M1.
Poco distante dalla stazione si trova inoltre piazza Napoli.

## Servizi
La stazione dispone di:
- Accessibilità per portatori di handicap
- Ascensori
- Scale mobili
- Emettitrice automatica biglietti
- Stazione video sorvegliata
- Servizi igienici